# Daniel Osvaldo
Pablo Daniel Osvaldo, detto Dani (Lanús, 12 gennaio 1986), è un ex calciatore argentino naturalizzato italiano, di ruolo attaccante.

## Biografia
Nel 2006, dal matrimonio con l'argentina Ana, concluso con una separazione, ha avuto un figlio di nome Gianluca. Ha altre due figlie: Victoria, nata nel 2009, e Maria Helena, nata nel 2012, avute dalla relazione con la fiorentina Elena. Successivamente è stato legato all'attrice Jimena Barón, dalla quale nel marzo del 2014 ha avuto il suo quarto figlio, Morrison, il primo della coppia.
Durante la sua militanza nella Roma, è stato soprannominato Simba, dall'omonimo personaggio della saga Disney Il re leone; l'appellativo gli è stato assegnato dai tifosi giallorossi in virtù della sua somiglianza, nel look e nell'esultanza, con Gabriel Batistuta, il cui soprannome era proprio Re Leone.
Si è ritirato temporaneamente dal calcio giocato all'età di trentaquattro anni e si è dedicato alla musica, fondando nel 2016 il gruppo Barrio Viejo.
Nel novembre 2017, durante un'intervista per La Gazzetta dello Sport, ha dichiarato di aver lasciato il calcio professionistico per via di diverse esperienze che gli avevano fatto perdere la passione originale: 
(La Gazzetta dello Sport, 16 novembre 2017.)
Nel 2019, ha partecipato come concorrente a Ballando con le stelle in coppia con Veera Kinnunen, arrivando in finale e piazzandosi terzo.
Nel marzo del 2024, ha dichiarato di essere affetto da depressione clinica, disturbo che ha contribuito al suo sviluppo di dipendenze da alcol e stupefacenti, ma per cui aveva iniziato anche una terapia specifica.

## Caratteristiche tecniche
Dotato di un potente tiro e una buona precisione, Osvaldo ha giocato principalmente come attaccante. La sua versatilità tattica gli ha permesso di adattarsi a diverse posizioni in avanti. Durante la sua carriera, ha dimostrato una notevole agilità e abilità nel dribbling, contribuendo significativamente alle azioni offensive delle squadre in cui ha militato. Inoltre è riconosciuto anche come un buon realizzatore, forte fisicamente e propenso al gioco di squadra. Avvezzo a segnare reti in acrobazia.

## Carriera

### Club

#### Gli inizi
Inizia a giocare a calcio nel 1995, a nove anni, nel settore giovanile del Lanús. Nel 1999 si trasferisce al Banfield e l'anno successivo all'Huracán, squadra di Buenos Aires, sempre nelle giovanili. Nel 2005 esordisce in prima squadra, nel campionato argentino di seconda divisione, collezionando 33 presenze e 11 gol.
Nel gennaio del 2006 arriva in Italia, all'Atalanta, giocando 3 partite e segnando un gol sul finire della stagione, contribuendo alla vittoria del campionato di Serie B. Nell'estate seguente viene ceduto in comproprietà al Lecce, sempre in B, dove segna il primo gol in Lecce-AlbinoLeffe il 9 settembre 2006. La prima parte della stagione lo vede titolare con l'allenatore Zdeněk Zeman; dopo 18 giornate del campionato 2006-2007 Zeman viene esonerato e sostituito da Giuseppe Papadopulo, che lo impiega meno frequentemente e col quale non riesce a mettersi in luce. Chiude la stagione con 8 reti in 31 presenze.

#### Fiorentina

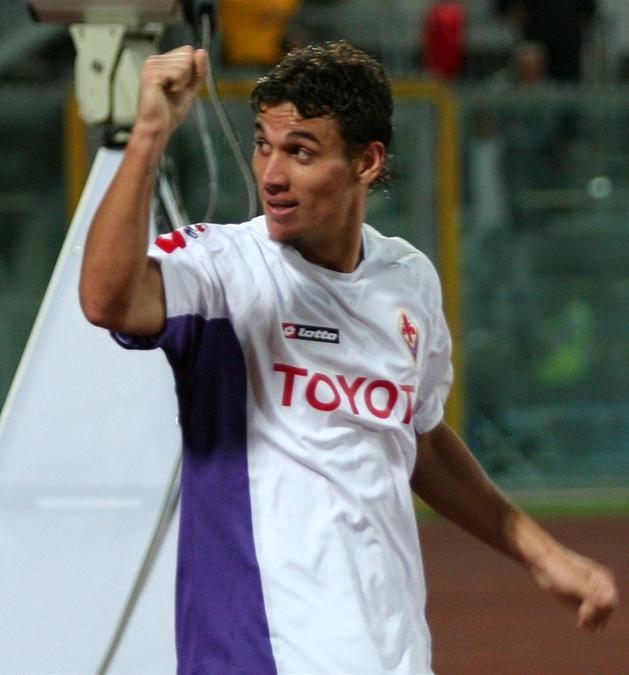
Osvaldo con la maglia della nel 2007.

Nell'estate seguente la risoluzione della sua compartecipazione ha esito positivo per l'Atalanta, che riscatta il calciatore a titolo definitivo per 1,6 milioni di euro, per poi cederlo nell'agosto 2007 alla Fiorentina per 4,5 milioni di euro. Il 29 settembre successivo debutta in Serie A con la maglia viola, segnando una doppietta in trasferta contro il Livorno nella partita vinta per 3-0. Il 29 novembre segna il primo gol in Coppa UEFA al 29' in casa dell'AEK Atene che pareggia dopo quattro minuti dalla sua rete; il risultato finale di 1-1 contribuì alla qualificazione dei gigliati ai sedicesimi. Il 2 marzo 2008 segna, all'ultimo minuto del recupero, il gol della vittoria per 3-2 della Fiorentina in casa della rivale Juventus, successo che mancava ai viola da vent'anni; nell'occasione viene anche espulso per somma di ammonizioni. All'ultima giornata del medesimo campionato di Serie A 2007-2008, ancora in trasferta a Torino questa volta contro il Torino (1-0), Osvaldo segna con una rovesciata che regala ai toscani il quarto posto in campionato, con qualificazione al terzo turno preliminare della UEFA Champions League.

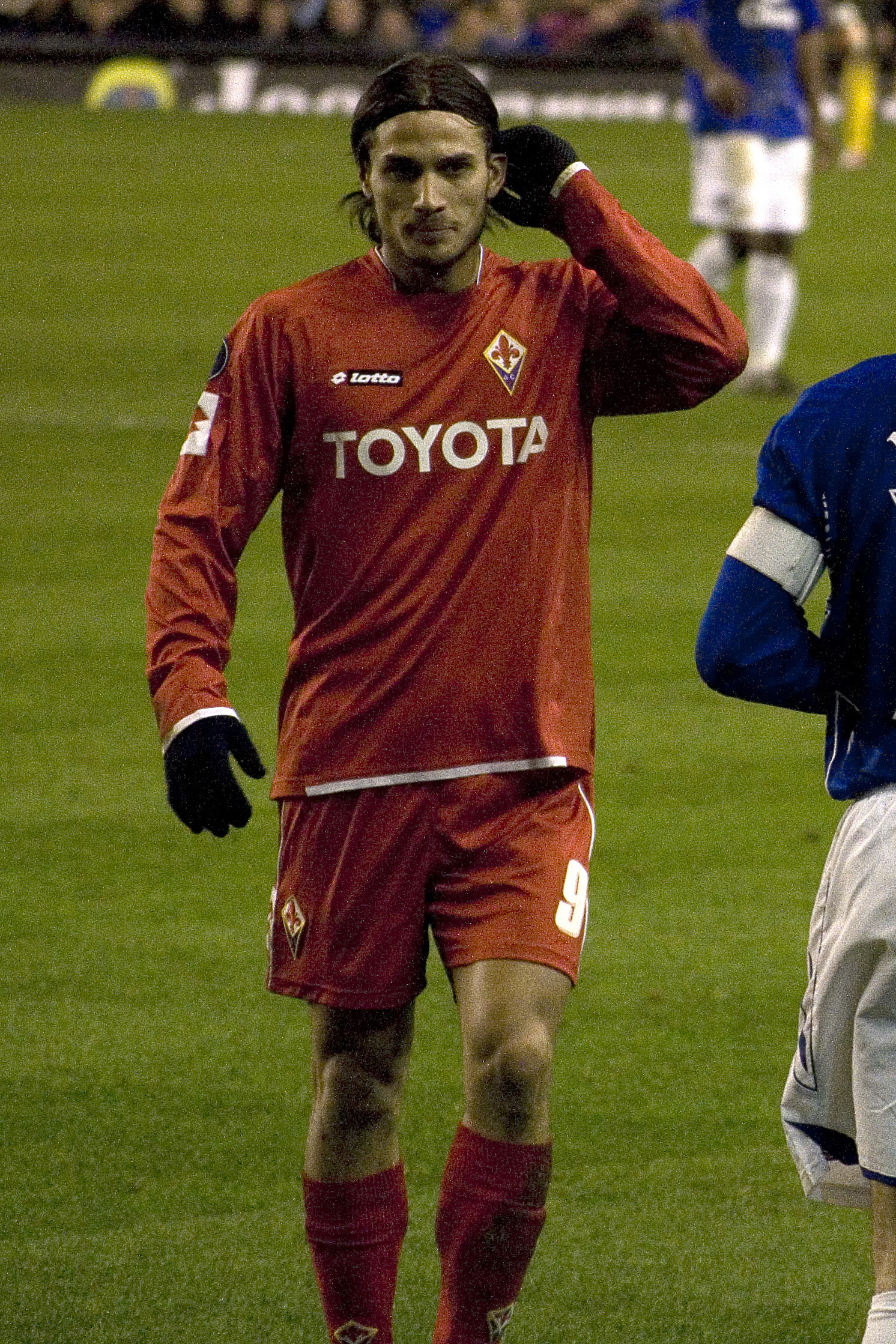
Osvaldo alla Fiorentina nel 2008, nella sfida di Coppa UEFA contro l'

Nella stagione 2008-2009, in cui Osvaldo non viene impiegato con continuità, esordisce in Champions League nella partita pareggiata per 1-1 contro il Bayern Monaco del 5 novembre 2008. Conclude la sua esperienza fiorentina con 21 presenze e 5 gol.

#### Bologna ed Espanyol
il 20 gennaio 2009 il Bologna acquistò a titolo definitivo il giocatore per 7 milioni.
Osvaldo esordisce in rossoblù otto giorni dopo, in Atalanta-Bologna, partita vinta 1-0 dai felsinei. Si infortuna nella gara persa 1-0 contro l'Udinese a febbraio. Ritorna in campo il 14 marzo nella gara persa per 4-1 contro la Juventus, subentrando al compagno Bombardini al 29' minuto di gioco. Segna il primo gol coi felsinei nell'incontro della prima giornata della Serie A 2009-2010, il 22 agosto 2009, proprio contro la sua ex squadra, la Fiorentina. Il resto della stagione lo vede spesso in panchina, sicché nel mercato di gennaio viene ceduto in prestito oneroso (200 000 euro) all'Espanyol sino al termine della stagione. Conclude la sua esperienza bolognese con 25 presenze e 3 gol.
Nel gennaio del 2010 viene riscattato dal club catalano per 5 milioni di euro. Debutta con la sua nuova squadra il 16 dello stesso mese, nella partita persa 2-0 contro l'Osasuna. In questa stagione si rende protagonista di notevoli prestazioni. Il 24 gennaio 2010, giorno della sua seconda apparizione con il club spagnolo, sigla la sua prima rete nella partita pareggiata 1-1 contro il Maiorca. Il 20 marzo 2010, nella gara contro il Siviglia, segna una doppietta e viene nominato miglior giocatore del match. Durante la prima stagione con il club spagnolo, Osvaldo segna 7 gol in 20 presenze.
Nella seconda stagione con il club spagnolo continua a rendersi protagonista di ottime prestazioni e, nonostante sia costretto a uno stop di due mesi per infortunio, conclude la stagione segnando 13 gol in 24 partite. In totale con la maglia biancoblù riesce ad andare a segno 22 volte in 47 partite.

#### Roma

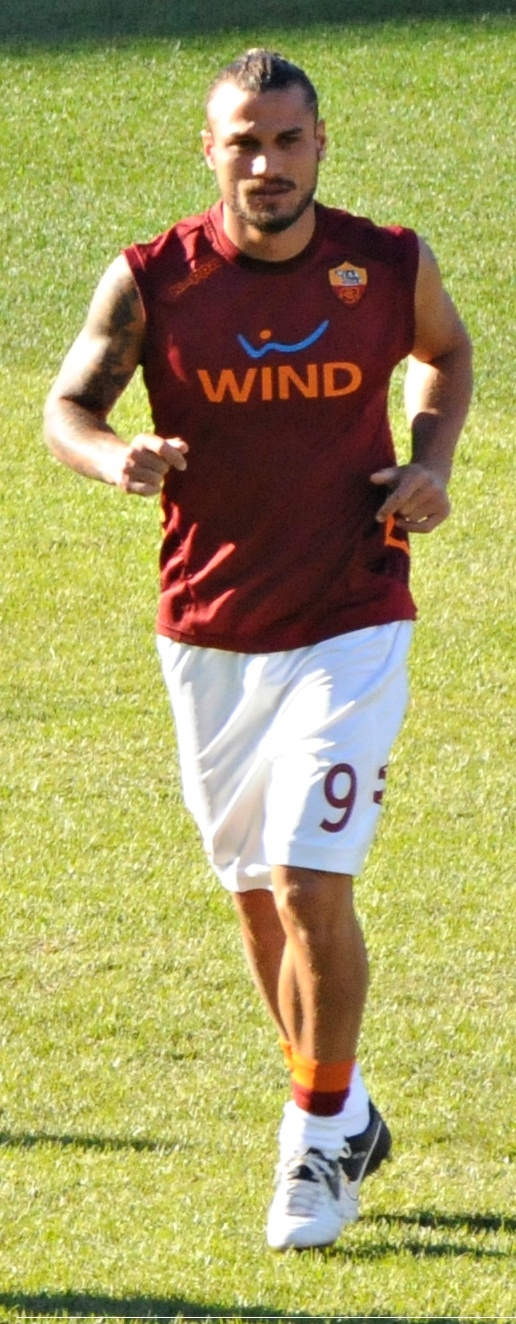
Osvaldo in allenamento con la Roma nell'estate 2012

Il 25 agosto 2011 passa a titolo definitivo alla Roma, che versa 15 milioni di euro nelle casse dell'Espanyol. Gioca la sua prima partita in maglia giallorossa l'11 settembre 2011, al debutto stagionale contro il Cagliari all'Olimpico, venendo sostituito nel secondo tempo da Fabio Borini; la partita terminerà 2-1 in favore dei sardi. Segna il suo primo gol con la maglia capitolina il 22 dello stesso mese, contro il Siena. Il 25 novembre 2011, dopo la sconfitta contro l'Udinese, Osvaldo si è lamentato per un mancato passaggio del compagno Erik Lamela e, negli spogliatoi, ha dato un pugno al volto del giocatore. Il 4 gennaio 2012, durante la sessione di allenamento pomeridiana, riporta una lesione muscolare di secondo grado alla coscia destra, che lo costringerà a stare lontano dai campi da gioco per circa un mese. Conclude la sua prima stagione in giallorosso con un totale di 11 gol e 26 presenze.
Il 21 ottobre 2012 segna una doppietta, la prima in giallorosso, contro il Genoa, gara terminata 4 a 2 per i giallorossi. Il 20 dicembre 2012 viene squalificato per tre giornate per aver colpito volontariamente un avversario con una gomitata al volto durante la gara di Coppa Italia contro l'Atalanta. Il 28 aprile 2013, nella partita vinta per 4-0 contro il Siena, segna la sua prima tripletta in carriera.
Il 26 maggio ritorna in campo per la finale di Coppa Italia, dopo aver scontato le giornate di squalifica: al termine della gara, vinta dai concittadini e rivali della Lazio per 1-0, Osvaldo lascia il campo inveendo contro il suo tecnico Aurelio Andreazzoli per avergli concesso poco spazio nella partita; l'attaccante, inoltre, diserta la cerimonia di premiazione, comportamento che spingerà il CT della nazionale Cesare Prandelli a non convocarlo per la Confederations Cup 2013.
Il giorno seguente alla partita, Osvaldo twitta una frase contro l'allenatore Andreazzoli, preludio a uno strappo con la società giallorossa. Conclusa la stagione con 17 reti in 30 partite, Osvaldo ammette, poco prima dell'inizio del campionato successivo, di non essere più felice con la squadra, soprattutto a causa dei numerosi dissidi avuto con la società e la tifoseria. Conclude, così, l'esperienza giallorossa, disputando in totale 56 partite e segnando complessivamente 29 gol in campionato.

#### Southampton
Il 18 agosto 2013 passa al Southampton per 15,1 milioni di euro.. L'attaccante italo-argentino, fortemente voluto dall'allenatore Mauricio Pochettino che lo aveva già allenato all'Espanyol, diventa l'acquisto più costoso nella storia della squadra inglese. Il 24 agosto esordisce con la maglia biancorossa, subendo anche un'ammonizione, nel pareggio casalingo per 1-1 contro il Sunderland. Segna il suo primo gol con la nuova squadra il 28 settembre 2013 contro il Crystal Palace in Premier League. Il 3 gennaio 2014 viene squalificato per tre giornate e riceve una multa di 40.000 sterline per essere intervenuto nella rissa scoppiata al 94' della gara tra Southampton e Newcastle Utd. Il 23 gennaio seguente, invece, viene sospeso per due settimane dalla sua squadra a causa di una lite scaturita tra lui e il compagno José Fonte: al termine dello scontro, Fonte ha riportato gravi lesioni sulla faccia.

#### Prestiti a Juventus, Inter e Boca Juniors

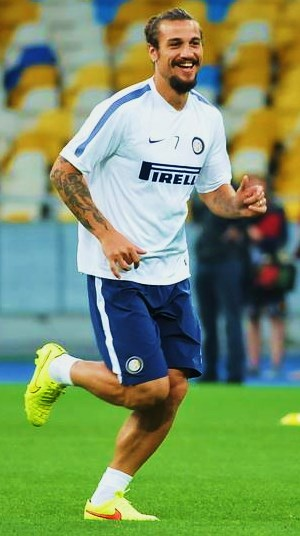
Osvaldo nel 2014, durante un allenamento con l'

Il 31 gennaio 2014 torna in Italia, passando alla Juventus in prestito gratuito semestrale. Esordisce in maglia bianconera il 9 febbraio seguente, nel pareggio esterno per 2-2 contro il Verona. La sua prima rete in maglia bianconera arriva il 20 dello stesso mese, nel 2-0 del club torinese al Trabzonspor ai sedicesimi di Europa League. Il 4 maggio, grazie alla vittoria del Catania sulla Roma, arriva la conquista del primo scudetto personale per Osvaldo. L'11 maggio segna proprio ai giallorossi, sua ex squadra, il gol della vittoria juventina (1-0), l'unico in campionato in maglia bianconera. Il 31 maggio, scaduto il prestito, il club torinese decide di non esercitare il diritto di riscatto (fissato a 19 milioni di euro) sul giocatore, il quale fa quindi ritorno in Inghilterra.
Il 6 agosto 2014 si trasferisce all'Inter con la formula del prestito con diritto di riscatto (fissato a 7 milioni di euro). Esordisce nella partita vinta per 3-0 sul campo dello Stjarnan, valida per l'andata dei play-off di Europa League; nella partita di ritorno, vinta per 6-0 dai meneghini, segna il primo gol in nerazzurro. Il 14 settembre seguente, alla seconda giornata di campionato, realizza una doppietta nella vittoria per 7-0 contro il Sassuolo a San Siro. Il 27 novembre il suo gol del 2-1 al Dnipro, nella fase a gironi di Europa League, decide la qualificazione dell'Inter ai sedicesimi di finale con un turno di anticipo. L'8 gennaio 2015, in seguito a un diverbio con il compagno Mauro Icardi avvenuto durante il derby d'Italia di Torino di due giorni prima, viene messo fuori rosa dalla società. Nei giorni seguenti, dopo aver disertato gli allenamenti, il 21 gennaio viene sospeso da tutte le attività tecniche del club nerazzurro, vedendosi negare anche l'accesso alle strutture della Pinetina. Qualche giorno dopo l'Inter gli fa causa, appellandosi al Collegio Arbitrale, per la rescissione del contratto e un risarcimento. Il 10 febbraio rescinde il suo contratto coi meneghini.
Chiuso anticipatamente il suo rapporto con la squadra lombarda, il 12 febbraio torna in Argentina passando, ancora in prestito, al Boca Juniors. Va in gol al debutto con la nuova maglia, il 26 dello stesso mese, realizzando il definitivo 2-1 nel successo dei gialloblù in Coppa Libertadores sul Montevideo Wanderers. Nell'estate seguente, terminato il prestito semestrale in Sudamerica con 15 presenze e 7 gol complessivi, rescinde il suo contratto con il Southampton.

#### Porto, ritorno al Boca Juniors e primo ritiro
Il 5 agosto 2015 torna nel calcio europeo, accordandosi con il Porto. Debutta in campionato il 22 dello stesso mese, giocando gli ultimi 11 minuti di gara contro il Marítimo (1-1). Il primo e unico gol con i Dragoni arriva in Porto-Belenenses 4-0 del 4 ottobre. L'8 gennaio 2016 i lusitani annunciano la rescissione del contratto con il giocatore.
Il giorno dopo il Boca Juniors annuncia il ritorno dell'italo-argentino tra i propri ranghi. Il 16 maggio dello stesso anno la società gialloblù rescinde il contratto con il calciatore a causa del suo comportamento negli ottavi di finale della Coppa Libertadores contro gli uruguaiani del Nacional (dove si è messo a fumare davanti ai suoi compagni, e ha avuto una discussione dopo esser stato ripreso per il suo comportamento). Nella sua seconda esperienza in maglia xeneize mette assieme 3 presenze in Primera División e 5 presenze totali senza segnare nessun gol.
Il 1º settembre 2016, trovandosi privo di contratto, rifiuta la proposta del Chievo e annuncia il ritiro dall'attività agonistica per dedicarsi alla musica.

#### Il ritorno al calcio giocato con il Banfield e il secondo ritiro
Il 2 gennaio 2020, ad oltre tre anni dalla decisione di ritirarsi dal calcio giocato, viene tesserato dal Banfield, club della Superliga argentina, con cui firma un contratto annuale. Quasi quattro anni dopo l'ultima partita di calcio professionistico giocata, torna in campo il 16 febbraio 2020, subentrando a Jesús Dátolo per l'ultimo quarto d'ora del match di campionato perso per 1-0 in casa del River Plate. Per motivi disciplinari, rimane svincolato dopo sole due partite disputate, ritirandosi poi dal calcio nel luglio dello stesso anno.

### Nazionale

#### Nazionali giovanili
In possesso della cittadinanza italiana per via dei suoi avi originari di Filottrano, nella provincia anconetana, Osvaldo ha deciso di giocare per l'Italia.
Convocato in Nazionale Under-21 dal CT Pierluigi Casiraghi, ha debuttato il 16 novembre 2007 in Italia-Azerbaigian (5-0), sfida valida per le qualificazioni all'Europeo Under-21 2009. Il 5 febbraio 2008 realizza un gol nella partita amichevole Italia-Olanda (2-1) giocata con formazioni Under-23 in preparazione delle Olimpiadi.
Con la Nazionale Olimpica partecipa al Torneo di Tolone 2008 nel quale, il 29 maggio 2008, realizza il gol decisivo nella finale vinta 1-0 contro il Cile.

#### Nazionale maggiore

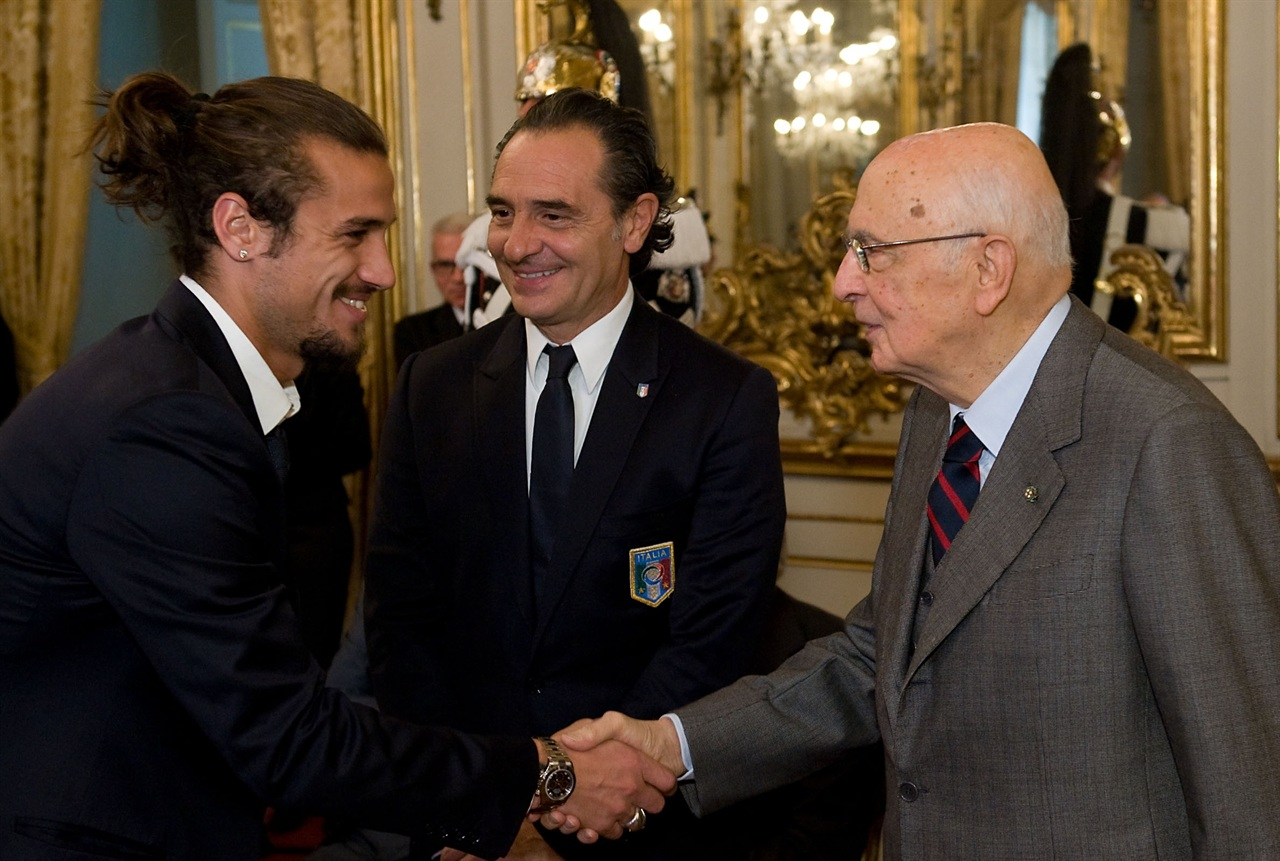
Il Presidente della repubblica Giorgio Napolitano con Pablo Daniel Osvaldo e il commissario tecnico della nazionale italiana Cesare Prandelli

Il 5 ottobre 2011 riceve la sua prima convocazione da parte della nazionale italiana, chiamato dal commissario tecnico Cesare Prandelli in sostituzione degli infortunati Mario Balotelli e Giampaolo Pazzini, per le ultime due partite delle qualificazioni all'Europeo 2012. Esordisce in nazionale l'11 ottobre 2011, a 25 anni, entrando al posto di Cassano nel secondo tempo della partita contro l'Irlanda del Nord (3-0) disputata a Pescara. Debutta da titolare il 15 novembre successivo a Roma contro l'Uruguay (0-1).
Il 7 settembre 2012 parte da titolare nella partita di qualificazione al Mondiale 2014 contro la Bulgaria, segnando una doppietta (primi gol azzurri per lui) nel 2-2 finale. Un oriundo è tornato a segnare due reti a cinquant'anni di distanza: l'ultimo fu José Altafini. Segna il terzo gol in azzurro, sempre nelle qualificazioni ai mondiali, il 12 ottobre, nella gara vinta 3-1 contro l'Armenia. Il 16 ottobre 2012, a San Siro, contro la Danimarca nella partita valida per le qualificazioni al Mondiale 2014, viene espulso per una manata in faccia al danese Nicolai Stokholm, pochi secondi dopo l'inizio della ripresa. Inoltre, a causa del suo comportamento nella finale di Coppa Italia, perde la possibilità di essere convocato per la Confederations Cup 2013.
Ritorna in Nazionale nell'amichevole contro l'Argentina disputata allo stadio Olimpico di Roma, finita 2-1 per i sudamericani. A quasi un anno di distanza, ritrova il gol in nazionale nella gara contro la Danimarca dell'11 ottobre 2013 (2-2); nella stessa gara, nel recupero del secondo tempo, propizia il pareggio per l'Italia calciando verso la porta e colpendo il compagno Alberto Aquilani che, quasi involontariamente, devia in porta. Nonostante le continue convocazioni durante tutto il biennio 2013-2014, il CT Prandelli non lo inserisce nella lista dei convocati per il Mondiale 2014.

## Statistiche

### Presenze e reti nei club
| Stagione            | Squadra             | Campionato          | Campionato | Campionato | Coppe nazionali | Coppe nazionali | Coppe nazionali | Coppe continentali | Coppe continentali | Coppe continentali | Altre coppe | Altre coppe | Altre coppe | Totale | Totale |
| Stagione            | Squadra             | Comp                | Pres       | Reti       | Comp            | Pres            | Reti            | Comp               | Pres               | Reti               | Comp        | Pres        | Reti        | Pres   | Reti   |
| ------------------- | ------------------- | ------------------- | ---------- | ---------- | --------------- | --------------- | --------------- | ------------------ | ------------------ | ------------------ | ----------- | ----------- | ----------- | ------ | ------ |
| 2005                | Huracán             | PBN                 | 33         | 11         | -               | -               | -               | -                  | -                  | -                  | -           | -           | -           | 33     | 11     |
| gen.-giu. 2006      | Atalanta            | B                   | 3          | 1          | CI              | 0               | 0               | -                  | -                  | -                  | -           | -           | -           | 3      | 1      |
| 2006-2007           | Lecce               | B                   | 31         | 8          | CI              | 1               | 0               | -                  | -                  | -                  | -           | -           | -           | 32     | 8      |
| 2007-2008           | Fiorentina          | A                   | 13         | 5          | CI              | 4               | 0               | CU                 | 8                  | 1                  | -           | -           | -           | 25     | 6      |
| 2008-gen. 2009      | Fiorentina          | A                   | 8          | 0          | CI              | 0               | 0               | UCL                | 5                  | 0                  | -           | -           | -           | 13     | 0      |
| Totale Fiorentina   | Totale Fiorentina   | Totale Fiorentina   | 21         | 5          |                 | 4               | 0               |                    | 13                 | 1                  |             | -           | -           | 38     | 6      |
| gen.-giu. 2009      | Bologna             | A                   | 12         | 0          | CI              | 0               | 0               | -                  | -                  | -                  | -           | -           | -           | 12     | 0      |
| 2009-gen. 2010      | Bologna             | A                   | 13         | 3          | CI              | 1               | 0               | -                  | -                  | -                  | -           | -           | -           | 14     | 3      |
| Totale Bologna      | Totale Bologna      | Totale Bologna      | 25         | 3          |                 | 1               | 0               |                    | -                  | -                  |             | -           | -           | 26     | 3      |
| gen.-giu. 2010      | Espanyol            | PD                  | 20         | 7          | CR              | 0               | 0               | -                  | -                  | -                  | -           | -           | -           | 20     | 7      |
| 2010-2011           | Espanyol            | PD                  | 24         | 13         | CR              | 2               | 1               | -                  | -                  | -                  | -           | -           | -           | 26     | 14     |
| Totale Espanyol     | Totale Espanyol     | Totale Espanyol     | 44         | 20         |                 | 2               | 1               |                    | -                  | -                  |             | -           | -           | 46     | 21     |
| 2011-2012           | Roma                | A                   | 26         | 11         | CI              | 0               | 0               | UEL                | 2                  | 0                  | -           | -           | -           | 26     | 11     |
| 2012-2013           | Roma                | A                   | 29         | 16         | CI              | 2               | 1               | -                  | -                  | -                  | -           | -           | -           | 31     | 17     |
| Totale Roma         | Totale Roma         | Totale Roma         | 55         | 27         |                 | 2               | 1               |                    | 0                  | 0                  |             | -           | -           | 57     | 28     |
| 2013-gen. 2014      | Southampton         | PL                  | 13         | 3          | FACup+CdL       | 0+0             | 0               | -                  | -                  | -                  | -           | -           | -           | 13     | 3      |
| gen.-giu. 2014      | Juventus            | A                   | 11         | 1          | CI              | 0               | 0               | UEL                | 7                  | 2                  | -           | -           | -           | 18     | 3      |
| 2014-gen. 2015      | Inter               | A                   | 12         | 5          | CI              | 0               | 0               | UEL                | 7                  | 2                  | -           | -           | -           | 19     | 7      |
| 2015                | Boca Juniors        | PD                  | 11         | 3          | CA              | 1               | 1               | CL                 | 4                  | 3                  | -           | -           | -           | 16     | 7      |
| 2015-gen. 2016      | Porto               | PL                  | 7          | 1          | CP+CdL          | 2+0             | 0               | UCL                | 3                  | 0                  | -           | -           | -           | 12     | 1      |
| gen.-mag. 2016      | Boca Juniors        | PD                  | 3          | 0          | CA              | 0               | 0               | CL                 | 1                  | 0                  | ScA         | 1           | 0           | 5      | 0      |
| Totale Boca Juniors | Totale Boca Juniors | Totale Boca Juniors | 14         | 3          |                 | 1               | 1               |                    | 5                  | 3                  |             | 1           | 0           | 21     | 7      |
| gen.-mag. 2020      | Banfield            | PD                  | 2          | 0          | CA              | -               | -               | -                  | -                  | -                  | -           | -           | -           | 2      | 0      |
| Totale carriera     | Totale carriera     | Totale carriera     | 271        | 88         |                 | 13              | 3               |                    | 35                 | 8                  |             | 1           | 0           | 320    | 99     |

### Cronologia presenze e reti in nazionale
| Cronologia completa delle presenze e delle reti in nazionale ― Italia | Cronologia completa delle presenze e delle reti in nazionale ― Italia | Cronologia completa delle presenze e delle reti in nazionale ― Italia | Cronologia completa delle presenze e delle reti in nazionale ― Italia | Cronologia completa delle presenze e delle reti in nazionale ― Italia | Cronologia completa delle presenze e delle reti in nazionale ― Italia | Cronologia completa delle presenze e delle reti in nazionale ― Italia | Cronologia completa delle presenze e delle reti in nazionale ― Italia |
| Data                                                                  | Città                                                                 | In casa                                                               | Risultato                                                             | Ospiti                                                                | Competizione                                                          | Reti                                                                  | Note                                                                  |
| --------------------------------------------------------------------- | --------------------------------------------------------------------- | --------------------------------------------------------------------- | --------------------------------------------------------------------- | --------------------------------------------------------------------- | --------------------------------------------------------------------- | --------------------------------------------------------------------- | --------------------------------------------------------------------- |
| 11-10-2011                                                            | Pescara                                                               | Italia                                                                | 3 – 0                                                                 | Irlanda del Nord                                                      | Qual. Euro 2012                                                       | -                                                                     | 56’                                                                   |
| 15-11-2011                                                            | Roma                                                                  | Italia                                                                | 0 – 1                                                                 | Uruguay                                                               | Amichevole                                                            | -                                                                     | 65’                                                                   |
| 7-9-2012                                                              | Sofia                                                                 | Bulgaria                                                              | 2 – 2                                                                 | Italia                                                                | Qual. Mondiali 2014                                                   | 2                                                                     |                                                                       |
| 11-9-2012                                                             | Modena                                                                | Italia                                                                | 2 – 0                                                                 | Malta                                                                 | Qual. Mondiali 2014                                                   | -                                                                     | 69’                                                                   |
| 12-10-2012                                                            | Erevan                                                                | Armenia                                                               | 1 – 3                                                                 | Italia                                                                | Qual. Mondiali 2014                                                   | 1                                                                     |                                                                       |
| 16-10-2012                                                            | Milano                                                                | Italia                                                                | 3 – 1                                                                 | Danimarca                                                             | Qual. Mondiali 2014                                                   | -                                                                     | 45’, 46’                                                              |
| 6-2-2013                                                              | Amsterdam                                                             | Paesi Bassi                                                           | 1 – 1                                                                 | Italia                                                                | Amichevole                                                            | -                                                                     | 61’                                                                   |
| 21-3-2013                                                             | Ginevra                                                               | Italia                                                                | 2 – 2                                                                 | Brasile                                                               | Amichevole                                                            | -                                                                     | 46’                                                                   |
| 14-8-2013                                                             | Roma                                                                  | Italia                                                                | 1 – 2                                                                 | Argentina                                                             | Amichevole                                                            | -                                                                     |                                                                       |
| 10-9-2013                                                             | Torino                                                                | Italia                                                                | 2 – 1                                                                 | Rep. Ceca                                                             | Qual. Mondiali 2014                                                   | -                                                                     | 46’                                                                   |
| 11-10-2013                                                            | Copenaghen                                                            | Danimarca                                                             | 2 – 2                                                                 | Italia                                                                | Qual. Mondiali 2014                                                   | 1                                                                     |                                                                       |
| 15-10-2013                                                            | Napoli                                                                | Italia                                                                | 2 – 2                                                                 | Armenia                                                               | Qual. Mondiali 2014                                                   | -                                                                     | 54’                                                                   |
| 15-11-2013                                                            | Milano                                                                | Italia                                                                | 1 – 1                                                                 | Germania                                                              | Amichevole                                                            | -                                                                     | 53’                                                                   |
| 5-3-2014                                                              | Madrid                                                                | Spagna                                                                | 1 – 0                                                                 | Italia                                                                | Amichevole                                                            | -                                                                     | 69’                                                                   |
| Totale                                                                |                                                                       | Presenze                                                              | 14                                                                    |                                                                       | Reti                                                                  | 4                                                                     |                                                                       |

| Cronologia completa delle presenze e delle reti in nazionale ― Italia olimpica | Cronologia completa delle presenze e delle reti in nazionale ― Italia olimpica | Cronologia completa delle presenze e delle reti in nazionale ― Italia olimpica | Cronologia completa delle presenze e delle reti in nazionale ― Italia olimpica | Cronologia completa delle presenze e delle reti in nazionale ― Italia olimpica | Cronologia completa delle presenze e delle reti in nazionale ― Italia olimpica | Cronologia completa delle presenze e delle reti in nazionale ― Italia olimpica | Cronologia completa delle presenze e delle reti in nazionale ― Italia olimpica |
| Data                                                                           | Città                                                                          | In casa                                                                        | Risultato                                                                      | Ospiti                                                                         | Competizione                                                                   | Reti                                                                           | Note                                                                           |
| ------------------------------------------------------------------------------ | ------------------------------------------------------------------------------ | ------------------------------------------------------------------------------ | ------------------------------------------------------------------------------ | ------------------------------------------------------------------------------ | ------------------------------------------------------------------------------ | ------------------------------------------------------------------------------ | ------------------------------------------------------------------------------ |
| 21-5-2008                                                                      | Tolone                                                                         | Costa d'Avorio olimpica                                                        | 0 – 2                                                                          | Italia olimpica                                                                | Torneo di Tolone 2008 - 1º turno                                               | -                                                                              | 65’                                                                            |
| 25-5-2008                                                                      | Tolone                                                                         | Italia olimpica                                                                | 2 – 0                                                                          | Stati Uniti olimpica                                                           | Torneo di Tolone 2008 - 1º turno                                               | -                                                                              | 59’                                                                            |
| 27-5-2008                                                                      | Tolone                                                                         | Italia olimpica                                                                | 0 – 0 dts (5 - 4 dcr)                                                          | Giappone olimpica                                                              | Torneo di Tolone 2008 - Semifinale                                             | -                                                                              | 68’                                                                            |
| 29-5-2008                                                                      | Tolone                                                                         | Cile under 23                                                                  | 0 – 1                                                                          | Italia olimpica                                                                | Torneo di Tolone 2008 - Finale                                                 | 1                                                                              |                                                                                |
| Totale                                                                         |                                                                                | Presenze                                                                       | 4                                                                              |                                                                                | Reti                                                                           | 1                                                                              |                                                                                |

## Palmarès

### Club
- Campionato italiano di Serie B: 1

Atalanta: 2005-2006
- Campionato italiano: 1

Juventus: 2013-2014

### Nazionale
- Torneo di Tolone: 1

2008